# Ken Englund
Ken Englund (Chicago, 6 de maio de 1914 - Los Angeles, 10 de agosto de 1993) foi um roteirista estadunidense. Ele começou a trabalhar para a Paramount em 1937, onde escreveu os roteiros de Não, Não, Nanette! (1940), Isto é Amor (1940), Medo Que Domina (1945), O Homem de 8 Vidas (1947), e O Rei Vagabundo (1956).

## Filmografia
- 1956: O Rei Vagabundo
- 1953: Sofrendo da Bola (dialogo adicional)
- 1953: Nunca Fomos Covardes
- 1952: Androcles e o Leão (adaptação)
- 1951: A Millionaire for Christy
- 1948: A Felicidade Bate à Porta
- 1947: O Homem de 8 Vidas
- 1946: Um Tigre Domesticado (sequências adicionais - sem créditos)
- 1945: Chispa de Fogo (escritor colaborador - não creditado)
- 1945: Medo Que Domina (adaptação)
- 1944: Tentação da Sereia (como Ken England)
- 1943: Rosa, A Revoltosa
- 1942: Minha Secretária Brasileira
- 1942: Ela Queria Riquezas
- 1941: A Verdade Acima de Tudo
- 1940: Isto é Amor
- 1940: Não, Não, Nanette!
- 1940: Esposa de Mentira
- 1939: As Mulheres Sabem Demais
- 1939: Rumo a Paris, Garotas!
- 1938: Segura Esta Mulher
- 1938: No Turbilhão Parisiense
- 1938: Folia a Bordo